# Don't Forget Me (When I'm Gone)
«Don't Forget Me (When I'm Gone)» o en español  "No me olvides (Cuando yo me haya ido)", es una canción de 1986 por la banda canadiense de pop-rock Glass Tiger, de su álbum debut, The Thin Red Line. Lanzado como el primer sencillo de la banda, que alcanzó el puesto # 1 en Canadá y el # 2 en los Estados Unidos. La canción cuenta con coros de el cantante de rock Bryan Adams.

## Fondo
En 1985, Glass Tiger eligió a Jim Vallance para producir el álbum debut de la banda. 
En el momento, Vallance fue principalmente conocido como compositor, habiendo escrito más frecuentemente y exitosamente con Bryan Adams. También tuvo algo de experiencia previa en producción, habiendo producido álbumes para Adams, Doug and The Slugs y CANO a principios de los 80. El vocalista de la banda, Alan Frew, recordó: "Todo salió muy bien, porque estábamos todos en la misma etapa de desarrollo. No cambió el sonido de la banda en absoluto. Él nos permitió experimentar, pero no tuvo miedo a tener mano dura cuando tenía que hacerlo." Jim Vallance compuso "Don't Forget Me (When I'm Gone)" con la banda, mientras que Adams proporcionó los coros. Frew: "El día en que conocimos a Jim Vallance, nos recogió en el aeropuerto y para romper el hielo nos preguntó qué escuchábamos. Uno era Tears for Fears. Fuimos a su casa y bebimos té y escuchamos algunas canciones. Llegó Everybody Wants to Rule the World y realmente nos gustaba el ritmo shuffle. Así que fuimos al estudio y basado en este ritmo shuffle, escribimos "Don't Forget Me (When I'm Gone)". Primer día, primera canción."

## Lanzamiento y recepción
"Don't Forget Me (When I'm Gone)" encabezó la lista de sencillos de Canadá en marzo de 1986 y pasó dos semanas en el # 1.
El sencillo fue certificado con platino por la Asociación Canadiense de la Industria Grabada en julio. 
La canción entró en los EE.UU Billboard Hot 100 en julio, alcanzó el puesto # 2 en octubre - manteniéndose en el # 1 When I Think of You de Janet Jackson  -. y pasó 24 semanas en la lista.
Llegó al # 1 en las listas de ventas individuales y # 6 en el Hot 100 Airplay.
La canción también alcanzó el puesto # 17 en la lista de Mainstream Rock, # 30 en la lista de Hot Adult Contemporary Tracks,
y # 34 en la lista de singles de Billboard de fin de año de 1986. 
El sencillo alcanzó el top 15 en Australia, # 27 en Nueva Zelanda, # 29 en el Reino Unido, y # 40 en los Países Bajos.
Frew acredita el rendimiento de la canción en las listas a una "participación sólida de la compañía de discos" y el atractivo internacional de la banda. "No estamos reescribiendo la historia musical en ningún sentido", agregó. "Pero nuestras líneas melódicas son fuertes y lo suficientemente maduras como para apelar al mundo de habla inglesa"." La canción ganó el premio Juno de 1986 al Single del Año, y fue nombrada un top single de Canadá en los premios de la encuesta de los lectores de la revista Rock Express en 1987. En 1996, la Sociedad de Compositores, Autores y Editores de Música de Canadá honró a la canción por ser puesta más de 100.000 veces en la radio canadiense. Glass Tiger interpretó la canción durante un episodio del programa de la NBC en 2005 Hit Me, Baby, One More Time.  En 2005 la canción apareció como banda sonora de la telenovela chilena Los treinta.

## Vídeo musical
El vídeo musical original de la canción, hecho para el mercado canadiense, mezclaba imágenes de actuación con un concepto de libro de cuentos.  Dirigido por Rob Quartly, el vídeo fue nominado a Mejor Vídeo en los premios Juno de 1986. Esta versión fue el primer vídeo retransmitido en el canal digital por cable de vídeos musicales MuchMoreRetro el 4 de septiembre de 2003.
Un segundo vídeo fue creado para otros mercados, según Manhattan Records el viceprecidente de A&R Bruce Garfield. Señaló que "Steven Reed, nuestro vicepresidente sénior de marketing, tomó una posición muy fuerte debido a que el vídeo canadiense era demasiado cursi y dirigido exclusivamente hacia el mercado de la juventud". Garfield agregó que "no se centra lo suficiente en la integridad artística y el aspecto de entretenimiento de la banda ". La versión más reciente recibió mucha rotación en MTV.

## Lista de canciones
7" Vinyl (Canadá, Australia, Europa, U.S.)
1. "Don't Forget Me (When I'm Gone)" – 4:05
2. "Ancient Evenings" – 4:50

12" Vinyl (Canadá)
1. "Don't Forget Me (When I'm Gone)" (versión entendida) – 7:10
2. "Don't Forget Me (When I'm Gone)" (mix) – 4:05
3. "Do You Wanna Dance (With Me)" – 3:58
4. You and Me - 3:15
5. My Hand big - 3:20

## Listas
| Lista (1986)                                 | Máxima Posición |
| -------------------------------------------- | --------------- |
| Australia (ARIA)                             | 15              |
| Canadá (RPM)                                 | 1               |
| Alemania (Media Control Charts)              | 32              |
| Irlanda (IRMA)                               | 26              |
| Países Bajos (Dutch Top 40)                  | 40              |
| Nueva Zelanda RIANZ                          | 27              |
| UK The Official UK Charts Company            | 29              |
| Estados Unidos Billboard Hot 100             | 2               |
| Estados Unidos Hot Mainstream Rock Tracks    | 17              |
| Estados Unidos Hot Adult Contemporary Tracks | 30              |

| Predecesor: Sara por Starship              | Canadian RPM number-one single Marzo 29, 1986 - Abril 5, 1986 (2 semanas) | Sucesor: Secret Lovers por Atlantic Starr |
| Predecesor: Never Surrender por Corey Hart | Juno Award for Single of the Year 1986                                    | Sucesor: Someday por Glass Tiger          |

## Nueva versión
La canción fue rehecha recientemente por Jordan Knight (NKOTB) y Deborah Cox, dos de los 3 jueces del programa de televisión canadiense Cover Me Canada, un show de talentos, donde cantantes canadienses hacen covers de canciones de artistas canadienses en su propia versión. Ellos cantaron su versión de esta canción en el final de temporada.